# Єгипет на літніх Олімпійських іграх 1920
Єгипет брав участь у Літніх Олімпійських іграх 1920 року в Антверпені (Бельгія) вдруге за свою історію, але не завоював жодної медалі.